# Lista över Storbritanniens hälsoministrar
Detta är en lista över Storbritanniens hälsoministrar.
| Namn                                                    | Från              | Till              | Parti                |
| ------------------------------------------------------- | ----------------- | ----------------- | -------------------- |
| Ordförande i hälsokommittén (Minister of Health)        |                   |                   |                      |
| Benjamin Hall                                           | 14 oktober 1854   | 13 augusti 1855   |                      |
| William Cowper                                          | 13 augusti 1855   | 9 februari 1857   |                      |
| William Monsell, 1:e baron Emly of Tervoe               | 9 februari 1857   | 24 september 1857 |                      |
| William Cowper                                          | 24 september 1857 | 21 februari 1858  |                      |
| Charles Adderley                                        | 8 mars 1858       | 1 september 1858  |                      |
| Hälsominister (Minister of Health)                      |                   |                   |                      |
| Christopher Addison                                     | 24 juni 1919      | 1 april 1921      |                      |
| Alfred Mond                                             | 1 april 1921      | 19 oktober 1922   |                      |
| Arthur Griffith-Boscawen                                | 24 oktober 1922   | 7 mars 1923       |                      |
| Neville Chamberlain                                     | 7 mars 1923       | 27 augusti 1923   |                      |
| William Joynson-Hicks                                   | 27 augusti 1923   | 22 januari 1924   |                      |
| John Wheatley                                           | 22 januari 1924   | 3 november 1924   |                      |
| Neville Chamberlain                                     | 6 november 1924   | 4 juni 1929       |                      |
| Arthur Greenwood                                        | 7 juni 1929       | 24 augusti 1931   |                      |
| Neville Chamberlain                                     | 25 augusti 1931   | 5 november 1931   |                      |
| Edward Hilton Young                                     | 5 november 1931   | 7 juni 1935       |                      |
| Kingsley Wood                                           | 7 juni 1935       | 16 maj 1938       |                      |
| Walter Elliot                                           | 16 maj 1938       | 13 maj 1940       |                      |
| Malcolm MacDonald                                       | 13 maj 1940       | 8 februari 1941   |                      |
| Ernest Brown                                            | 8 februari 1941   | 11 november 1943  |                      |
| Henry Willink                                           | 11 november 1943  | 26 juli 1945      |                      |
| Aneurin Bevan                                           | 3 augusti 1945    | 17 januari 1951   |                      |
| Hilary Marquand                                         | 17 januari 1951   | 26 oktober 1951   |                      |
| Harry Crookshank                                        | 30 oktober 1951   | 7 maj 1952        |                      |
| Iain Macleod                                            | 7 maj 1952        | 20 december 1955  |                      |
| Robin Turton                                            | 20 december 1955  | 16 januari 1957   |                      |
| Dennis Vosper                                           | 16 januari 1957   | 17 september 1957 |                      |
| Derek Walker-Smith                                      | 17 september 1957 | 27 juli 1960      |                      |
| Enoch Powell                                            | 27 juli 1960      | 20 oktober 1963   |                      |
| Anthony Barber                                          | 20 oktober 1963   | 16 oktober 1964   |                      |
| Kenneth Robinson                                        | 18 oktober 1964   | 1 november 1968   | Labourpartiet        |
| Socialminister (Secretary of State for Social Services) |                   |                   |                      |
| Richard Crossman                                        | 1 november 1968   | 19 juni 1970      | Labourpartiet        |
| Keith Joseph                                            | 20 juni 1970      | 4 mars 1974       | Konservativa partiet |
| Barbara Castle                                          | 5 mars 1974       | 8 april 1976      | Labourpartiet        |
| David Ennals                                            | 8 april 1976      | 4 maj 1979        | Labourpartiet        |
| Patrick Jenkin                                          | 5 maj 1979        | 14 september 1981 | Konservativa partiet |
| Norman Fowler                                           | 14 september 1981 | 13 juni 1987      | Konservativa partiet |
| John Moore                                              | 13 juni 1987      | 25 juli 1988      | Konservativa partiet |
| Hälsominister (Secretary of State for Health)           |                   |                   |                      |
| Kenneth Clarke                                          | 25 juli 1988      | 2 november 1990   | Konservativa partiet |
| William Waldegrave                                      | 2 november 1990   | 10 april 1992     | Konservativa partiet |
| Virginia Bottomley                                      | 10 april 1992     | 5 juli 1995       | Konservativa partiet |
| Stephen Dorrell                                         | 5 juli 1995       | 2 maj 1997        | Konservativa partiet |
| Frank Dobson                                            | 3 maj 1997        | 11 oktober 1999   | Labourpartiet        |
| Alan Milburn                                            | 11 oktober 1999   | 13 juni 2003      | Labourpartiet        |
| John Reid                                               | 13 juni 2003      | 6 maj 2005        | Labourpartiet        |
| Patricia Hewitt                                         | 6 maj 2005        | 27 juni 2007      | Labourpartiet        |
| Alan Johnson                                            | 28 juni 2007      | 5 juni 2009       | Labourpartiet        |
| Andy Burnham                                            | 5 juni 2009       | 11 maj 2010       | Labourpartiet        |
| Andrew Lansley                                          | 11 maj 2010       | 4 september 2012  | Konservativa partiet |
| Jeremy Hunt                                             | 4 september 2012  | 9 juli 2018       | Konservativa partiet |
| Matt Hancock                                            | 9 juli 2018       | 26 juni 2021      | Konservativa partiet |
| Sajid Javid                                             | 26 juni 2021      | 5 juli 2022       | Konservativa partiet |
| Stephen Barclay                                         | 5 juli 2022       | 6 september 2022  | Konservativa partiet |
| Thérèse Coffey                                          | 6 september 2022  | 25 oktober 2022   | Konservativa partiet |
| Stephen Barclay                                         | 25 oktober 2022   | 13 november 2023  | Konservativa partiet |
| Victoria Atkins                                         | 13 november 2023  | 5 juli 2024       | Konservativa partiet |
| Wes Streeting                                           | 5 juli 2024       | sittande          | Labourpartiet        |